# Катран (телесериал)
«Катра́н»  — российский телесериал режиссёра Сергея Коротаева, снятый в 2020 году. Премьерный эфир состоялся осенью 2020 года на Первом канале. Сериал является седьмым в серии о майоре Черкасове 
В сериале снимались Андрей Смоляков, Марина Александрова, Максим Аверин и другие. Седьмой сезон сериала рассказывает о сотруднике милиции Иване Черкасове из цикла криминальных расследований, в который вошли сериалы «Мосгаз», «Палач», «Паук», «Шакал», «Операция «Сатана»», «Формула мести».

## Сюжет
1978 год. Команда Черкасова начинает новое расследование. В советское подпольное казино милиционеров приводит жестокое двойное убийство: убиты Кира Миллер, красавица-картёжница, с присущими всем игроманам того времени пороками, и её высокопоставленный любовник – полковник МВД Потапенко. Жертвы неизвестного киллера были убиты на подмосковной даче. Оказывается, незадолго до смерти Кира проиграла четыреста тысяч рублей в «катране» — подпольном казино. Криминалист Соня Тимофеева получает важное задание – внедриться в катран, подпольный игорный дом для избранных и только «своих». Катран становится не только местом, где крутятся огромные и зачастую «грязные» деньги, но и пристанищем для преступного элемента самого высокого пошиба. Пока единственное, что известно сыщикам – незадолго до расправы Кира Миллер проиграла в катране приличную сумму денег. Соня Тимофеева повергается огромному риску, когда приходит в катран в качестве игрока, а на самом деле – на работу под прикрытием.
В казино Соня знакомится с пианистом Борисом, по прозвищу «Музыкант», и хозяйкой катрана Бэллой. Поначалу Соне везёт в картах, появляется азарт. Она закручивает бурный роман с «Музыкантом», но однажды на глазах у Сони Борис совершает преступление. Соня не успевает оглянуться, как чересчур увлекается богемной жизнью и погрязает в долгах… Понимая, что она в опасности, Черкасов пытается её спасти.
В конце фильма становится известно, что высокопоставленным покровителем катрана был сам генерал-лейтенант Седых. Он курировал всю схему по отмыванию «грязных» денег через подпольное казино. Убитый Потапенко записывал в тетрадь все сведения о незаконной деятельности Седых, а впоследствии шантажировал «оборотня в погонах». За что и поплатился жизнью.
Миледи на самом деле оказалась жива, её смерть была инсценирована. Девушке помогают забрать сына Васю из детдома. КГБ проводит спецоперацию и задерживает Седых, а дело о катране засекречивается. В тюрьме арестованный генерал соглашается сотрудничать со следствием. Выясняется, что моральное «падение» Тимофеевой тоже было инсценировкой, придуманной Черкасовым. Это окончательно убедило преступников, что Соня не милицейский агент.
Борис Гриневич по прозвищу «Музыкант» оказывается внедрённым в катран сотрудником КГБ, а его любовь к Соне была настоящей. Ваня оказался не племянником Беллы, а палачом, которого Седых приставил к катрану, чтобы он убирал всех свидетелей. Светлане не говорят правду об Иване, а лишь сообщают, что он свидетель в важном деле и перевозят в другой город. Катерина потихоньку поправляется, Черкасов и Галя понимают, что нет смысла сохранять отношения. Катран продолжает работать.

## Актёры и персонажи
- Андрей Смоляков — Иван Петрович Черкасов, майор, сотрудник МУРа
- Марина Александрова — капитан милиции Соня (Софья Борисовна) Тимофеева
- Алёна Бабенко — Бэлла Александровна Покровская, хозяйка катрана
- Максим Аверин — Борис Гриневич по прозвищу «Музыкант»
- Риналь Мухаметов — Ваня, племянник Покровской
- Алексей Бардуков — оперативник Алексей Гаркуша
- Полина Пушкарук — сотрудница архива МУРа Анфиса Авдеева, лейтенант милиции
- Вадим Андреев — генерал-майор МВД Федор Григорьевич Саблин
- Олег Штефанко — генерал-лейтенант МВД Андрей Павлович Седых
- Виктория Романенко — Миледи
- Юрий Тарасов — подполковник милиции Никита Васильевич Пожидаев
- Сергей Угрюмов — полковник КГБ Роберт Михайлович Лебедев
- Александр Голубев — оперативник Егор Осадчий
- Татьяна Лялина — Светлана, дочь полковника Потапенко
- Луиза Мосендз — судмедэксперт Зинаида Васильевна Кац
- Даниил Спиваковский — хирург Миллер
- Екатерина Климова — Вера Ильинична Томилина, бывшая супруга Черкасова, директор универмага «Московский»
- Евгения Крюкова — Галя Калашникова
- Сергей Сосновский — Геннадий, двоюродный брат Бэллы
- Александр Дробитько — Славик Карпухин
- Денис Бургазлиев — Олег Дмитриевич Карпухин
- Виталий Коваленко — Виктор Потапенко, полковник МВД из Волгограда
- Елизавета Зарубина — Алёна
- Владимир Юматов — Григорий Михайлович Чудовский, сотрудник аппарата ЦК КПСС, фронтовой друг Черкасова
- Леван Мсхиладзе — шулер в катране
- Александр Армер — игрок катрана
- Александра Чилин-Гири — вдова Потапенко
- Линда Лапиньш — Кира Миллер
- Александр Борисов — Станкевич, сотрудник милиции Волгограда
- Вячеслав Жолобов — Юрий Андропов
- Даниэла Стоянович — Маргарита Семёновна Карпухина
- Ярослав Сидоров — сынишка Миледи
- Виктор Запорожский — Юрий Чурбанов
- Лиза Медведева — внучка Седых
- Михаил Горевой — Степанов
- Тимур Ефременков — бандит
- Алексей Аникин — ювелир Антон
- Дарья Масленникова — Катерина, племянница Гали
- Станислав Дужников — артист Михаил

## Примечание
1. ↑  «Зрителю будет сложно понять, на чьей стороне правда и какие у кого настоящие мотивы». Чего ждать от нового дела майора Черкасова «Катран». // Первый канал (6 октября 2020). Архивировано 3 апреля 2022 года.
2. ↑  Марина Александрова пристрастилась к азартным играм в новых сериях «Мосгаза». Дата обращения: 3 апреля 2022. Архивировано 3 апреля 2022 года.